# Czechowa Góra
Czechowa Góra (702,5 m, 706 m) – szczyt w Gorcach, wznoszący się w miejscowości Poręba Wielka w województwie małopolskim, w powiecie limanowskim, w gminie Niedźwiedź. Znajduje się u północnych podnóży Basielki. Zachodnie stoki opadają do doliny potoku Łostryszowski, wschodnie do doliny potoku Domagałów (obydwa w zlewni Koniny).
Czechowa Góra jest w większości porośnięta lasem, ale znajdują się na niej niewielkie polany. Bezleśne, zajęte przez pola uprawne są także dolne części jej stoków. Po zachodniej stronie Czechowej Góry, za potokiem Łostryszowski, tuż pod lasem, na należącym do Poręby Wielkiej osiedlu Pustka znajdował się rodzinny dom pisarza Władysława Orkana. Tutaj też pisarz ten wybudował nowy, większy dom, w którym obecnie znajduje się Muzeum Biograficzne Władysława Orkana „Orkanówka” w Porębie Wielkiej.

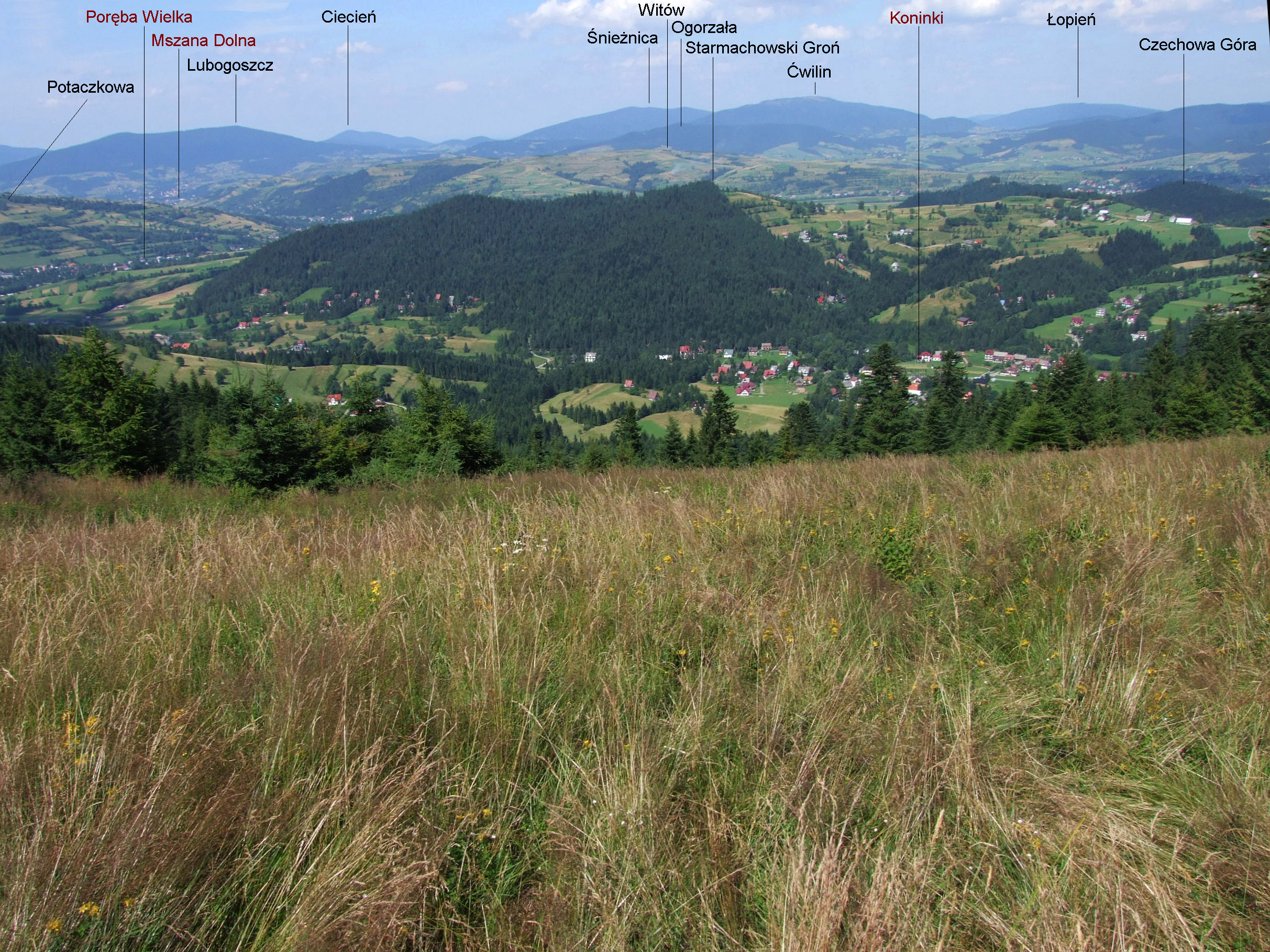
Widok z Jaworzyny Porębskiej